# Fragments (film, 2008)
Pour les articles homonymes, voir Fragment (homonymie).
Pour plus de détails, voir Fiche technique et Distribution.
Fragments (Winged Creatures) est un film américain réalisé par Rowan Woods et sorti en 2009.
Le film débute alors que les survivants d'une fusillade dans un restaurant ayant entraîné le suicide du responsable, cinq personnes traumatisées se relèvent et font face au contrecoup, elles se retrouvent transformées de façon très inattendue. L'espace d'un instant a suffi pour changer leurs vies à tout jamais.

## Synopsis
Dans un snack-bar, Carla Davenport, une serveuse, Charlie Archenault, moniteur d'auto-école, le docteur Bruce Laraby, médecin aux urgences, Jimmy Jasperson, un adolescent accompagnée de sa meilleure amie, Annie Hagen et du père de cette dernière, se retrouvent au cœur d'une fusillade, provoquée par un homme armé d'un pistolet. Ce dernier tire sur plusieurs personnes, blessant Charlie et tuant le père d'Anne notamment, avant de se suicider. Carla, Charlie, Laraby, Jimmy et Anne ont survécu à la fusillade, mais ce drame ayant entraîné des changements dans leurs existences affectées : Charlie, accroché par le mot « chance » après le drame, part jouer au casino, Jimmy, traumatisé, se terre dans un profond mutisme, Anne, ayant du mal à accepter la mort de son père, se tourne vers la religion, Laraby, bien que sorti du restaurant une vingtaine de minutes avant le massacre, se sent coupable de ne pas avoir sauvé une des victimes (le père d'Anne), il essaie de guérir son épouse Joan de migraines avec un traitement expérimental et Carla, mère d'un petit garçon, Davy, collectionne les aventures sans lendemain et néglige son bébé...

## Fiche technique
- Titre : Fragments
- Titre original : Winged Creatures
- Réalisation : Rowan Woods
- Scénario : Roy Freirich, d'après son roman Winged Creatures
- Producteur : Robert Salerno (en)
- Coproducteur : John J. Kelly
- Producteurs exécutifs : Gilbert Alloul, Naomi Despres, John Flock et Lewin Webb
- Musique : Marcelo Zarvos (en)
- Directeur de la photographie: Eric Alan Edwards (de)
- Montage : Meg Reticker
- Distribution des rôles : Nicole Abellera et Jeanne McCarthy
- Création des décors : Max Biscoe
- Décorateur de plateau : Maria Nay
- Création des costumes : Mary Claire Hannan (it)
- Sociétés de production : Peace Arch Entertainment Group (en), RGM Entertainment, Artina Films et Unruly Films
- Sociétés de distribution :
  -  États-Unis,  Canada : Sony Pictures (DVD)
  -  France : Emylia (DVD)
  -  Mondial : Peace Arch Entertainment Group (en)
- Format : 1.85:1 - 35 mm - Couleur - Son Dolby
- Genre : Drame
- Pays :  États-Unis
- Langue : anglais
- Durée : 100 minutes
- Dates de sortie :
  -  31 juillet 2009 (sortie limitée), 4 août 2009  (sortie en DVD)
  -  28 septembre 2009 (sortie en DVD)
  -  7 mai 2010 (sortie en salles)
  -  1er juin 2010 (sortie en DVD)[1]

## Distribution
- Dakota Fanning (V.Q. : Claudia-Laurie Corbeil) : Anne Hagen
- Josh Hutcherson (V.Q. : Nicolas Bacon) : Jimmy Jaspersen
- Forest Whitaker (V.Q. : François L'Écuyer) : Charlie Archenault
- Guy Pearce (V.Q. : Frédéric Paquet) : Dr Bruce Laraby
- Kate Beckinsale (V.Q. : Camille Cyr-Desmarais) : Carla Davenport
- Jeanne Tripplehorn : Doris Hagen
- Jennifer Hudson (V.Q. : Catherine Hamann) : Kathy Hammet
- Jackie Earle Haley (V.Q. : Éric Gaudry) : Bob Jaspersen
- Embeth Davidtz (V.Q. : Anne Bédard) : Joan Laraby
- Troy Garity (V.Q. : Patrick Chouinard) : Ron Abler
- Robin Weigert (V.Q. : Agathe Lanctôt) : Lydia Jaspersen
- Andrew Fiscella : Numbers Man
- Jaimz Woolvett : cuisinier suédois
- Walton Goggins (V.Q. : Sylvain Hétu) : Zack
- Beth Grant (V.Q. : Marie-Andrée Corneille) : la mère de Carla
- Kathleen Wilhoite : Jenn
- Tim Guinee (V.Q. : Antoine Durand) : Aaron Hagen
- Kevin Durand : Bagman #1

Note : le doublage québécois est conservé lors de la sortie en DVD en France. 

Source et légende : Version Québécoise (V.Q.) sur Doublage Québec 

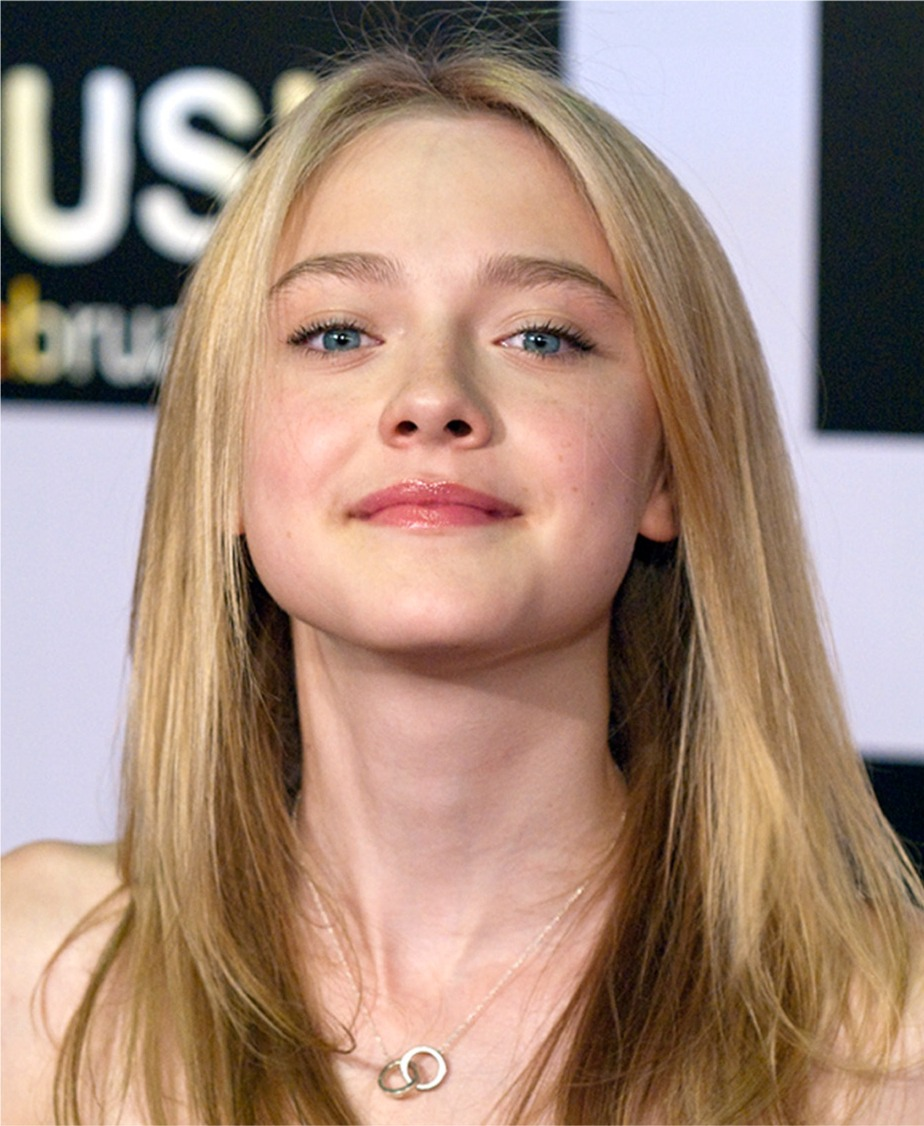
Dakota Fanning (Annie Hagen)
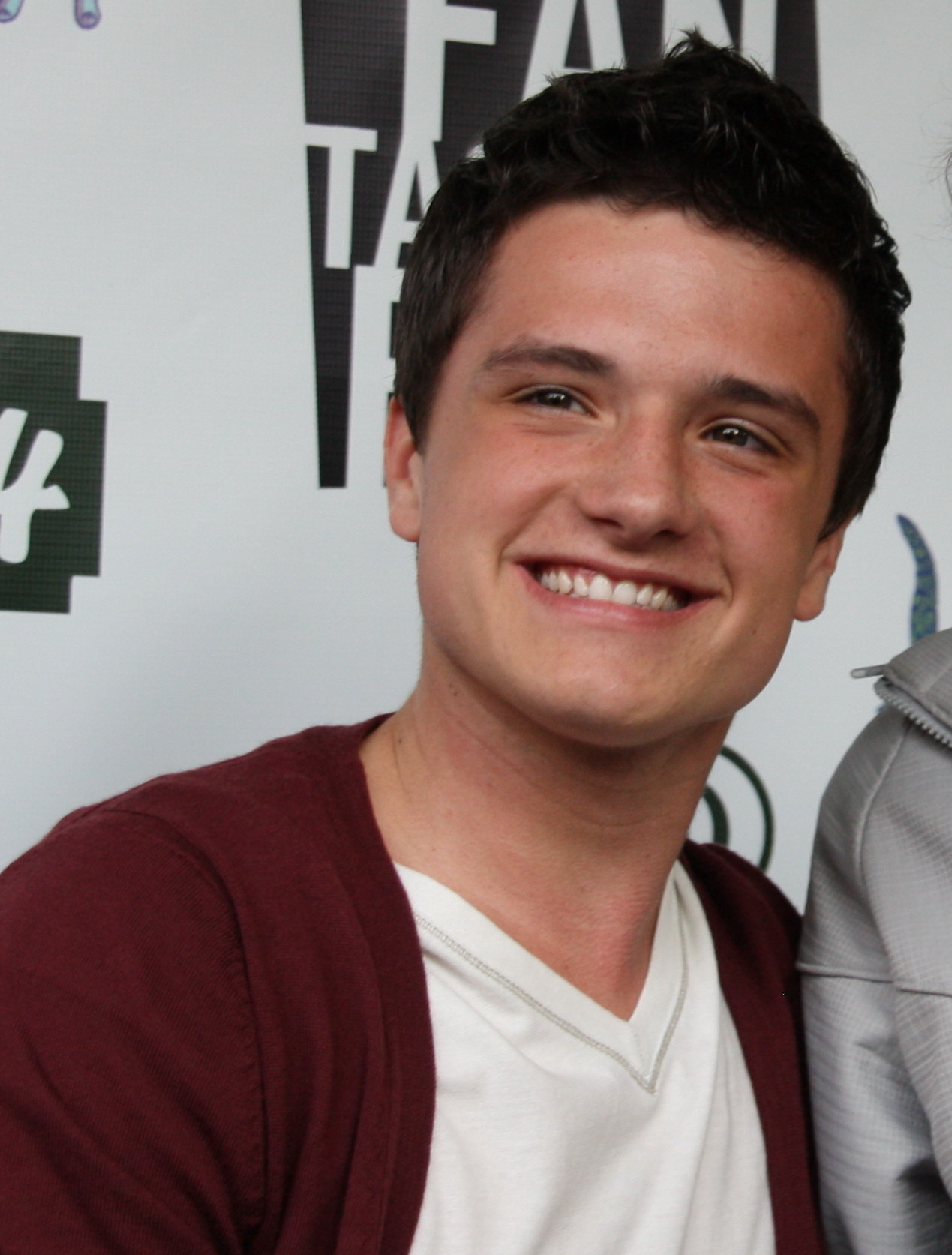
Josh Hutcherson (Jimmy Jasperson)
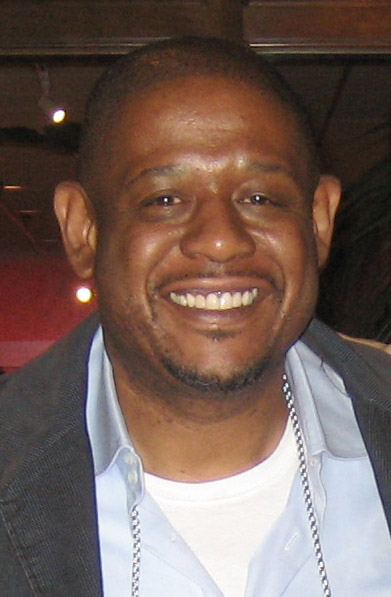
Forest Whitaker (Charlie Archenault)
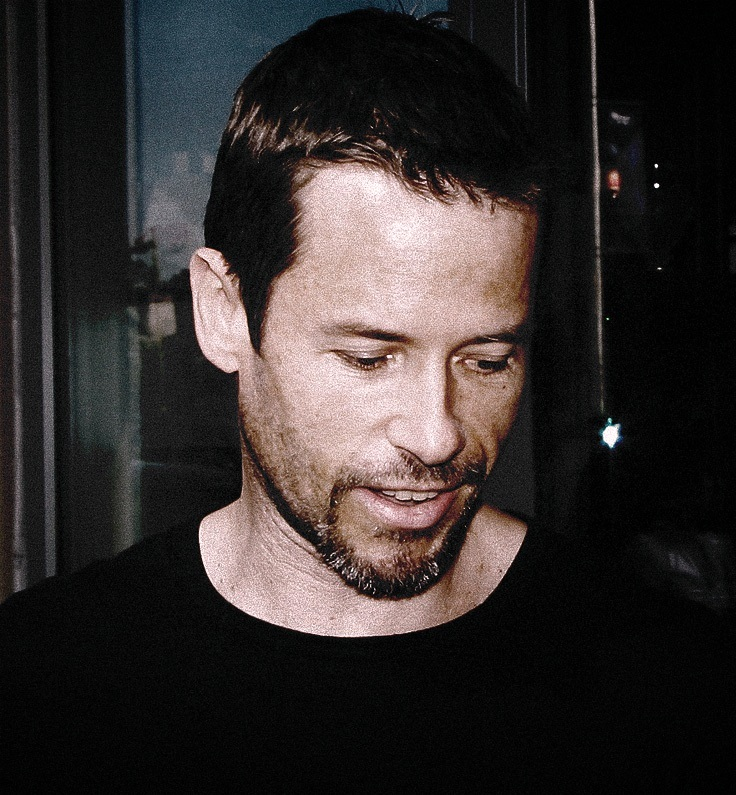
Guy Pearce (Dr Bruce Laraby)
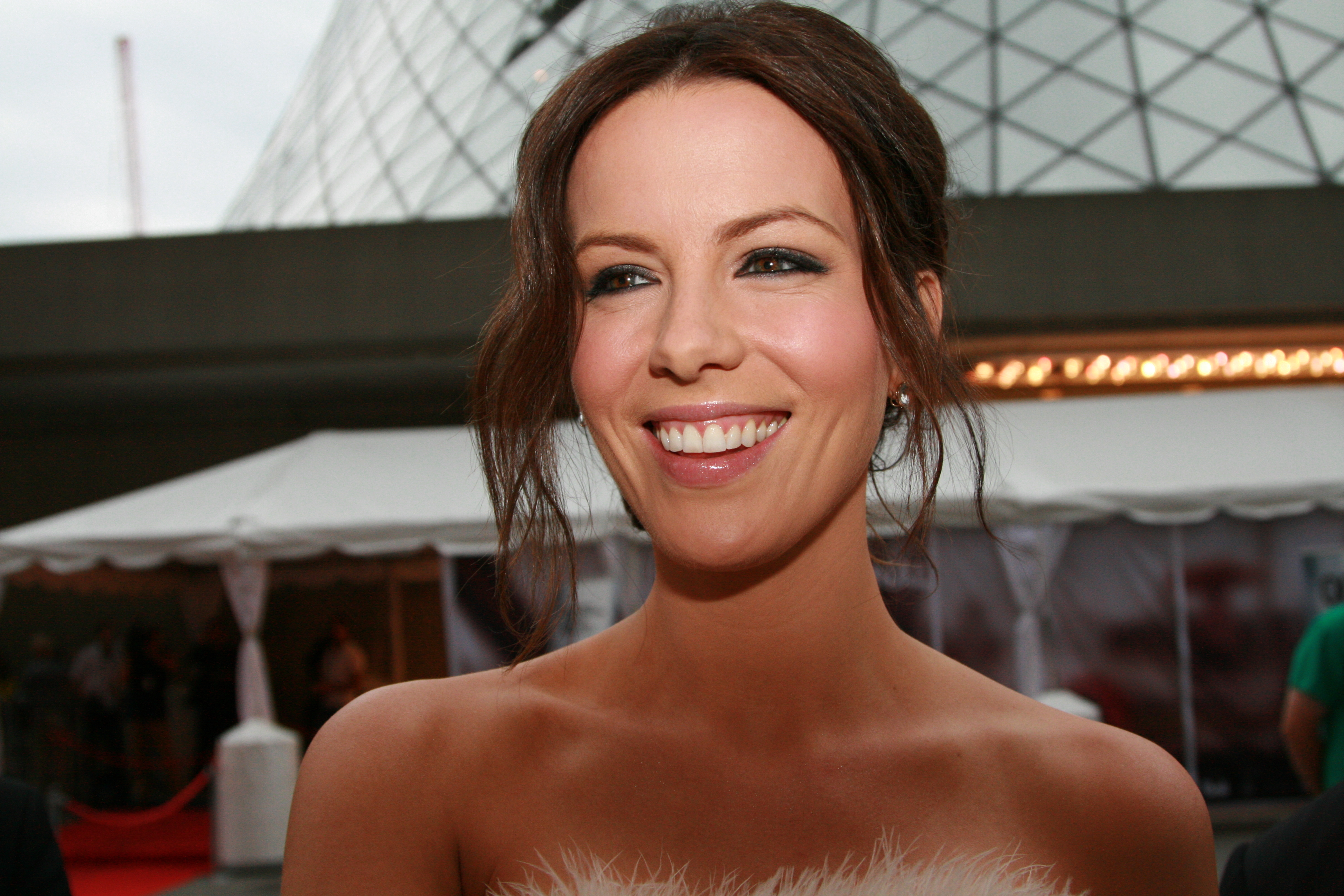
Kate Beckinsale (Carla Davenport)
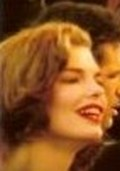
Jeanne Tripplehorn (Doris Hagen)
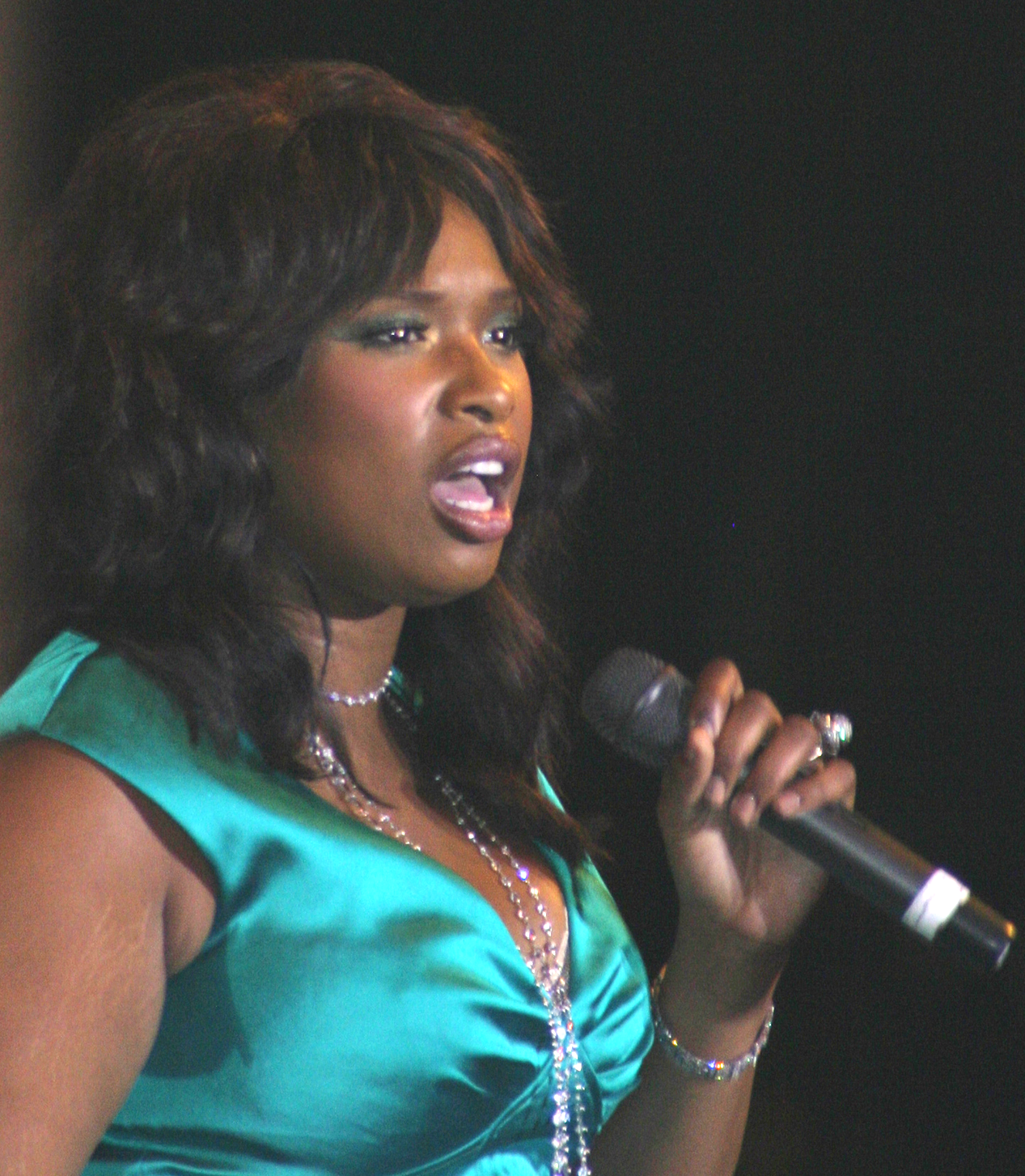
Jennifer Hudson (Kathy Archenault)

## Réception

### Accueil critique
Fragments a reçu dans l'ensemble des critiques mitigées, obtenant sur le site Rotten Tomatoes 45 % de critiques favorables dans la catégorie All Critics, basé sur 31 avis (14 positifs et 17 négatifs) et avec une note moyenne de 4.7⁄10 et 17 % de critiques positifs dans la catégorie Top Critics, basé sur 7 avis (1 positif et 6 négatifs) et avec une note moyenne de 3.6⁄10. Le consensus du site est que le film est « sensible mais pas perspicace », comparant le film avec Collision, de Paul Haggis, mais sans le sérieux.

### Box-office
Sorti en salles dans peu de pays, Fragments a engrangé un total de 39,171 $ sur une période de vingt semaines .

## Autour du film
- Fragments fut présenté au festival du film de Los Angeles le 24 juin 2008 et est sorti directement en vidéo l'année suivante aux États-Unis et en 2010 en France.
- Jennifer Hudson et Dakota Fanning avaient déjà partagés la vedette avec le film Le Secret de Lily Owens.